# Каплиця на вулиці Ессекс
51°30′32″ пн. ш. 0°11′37″ зх. д. / 51.5089° пн. ш. 0.193611° зх. д.

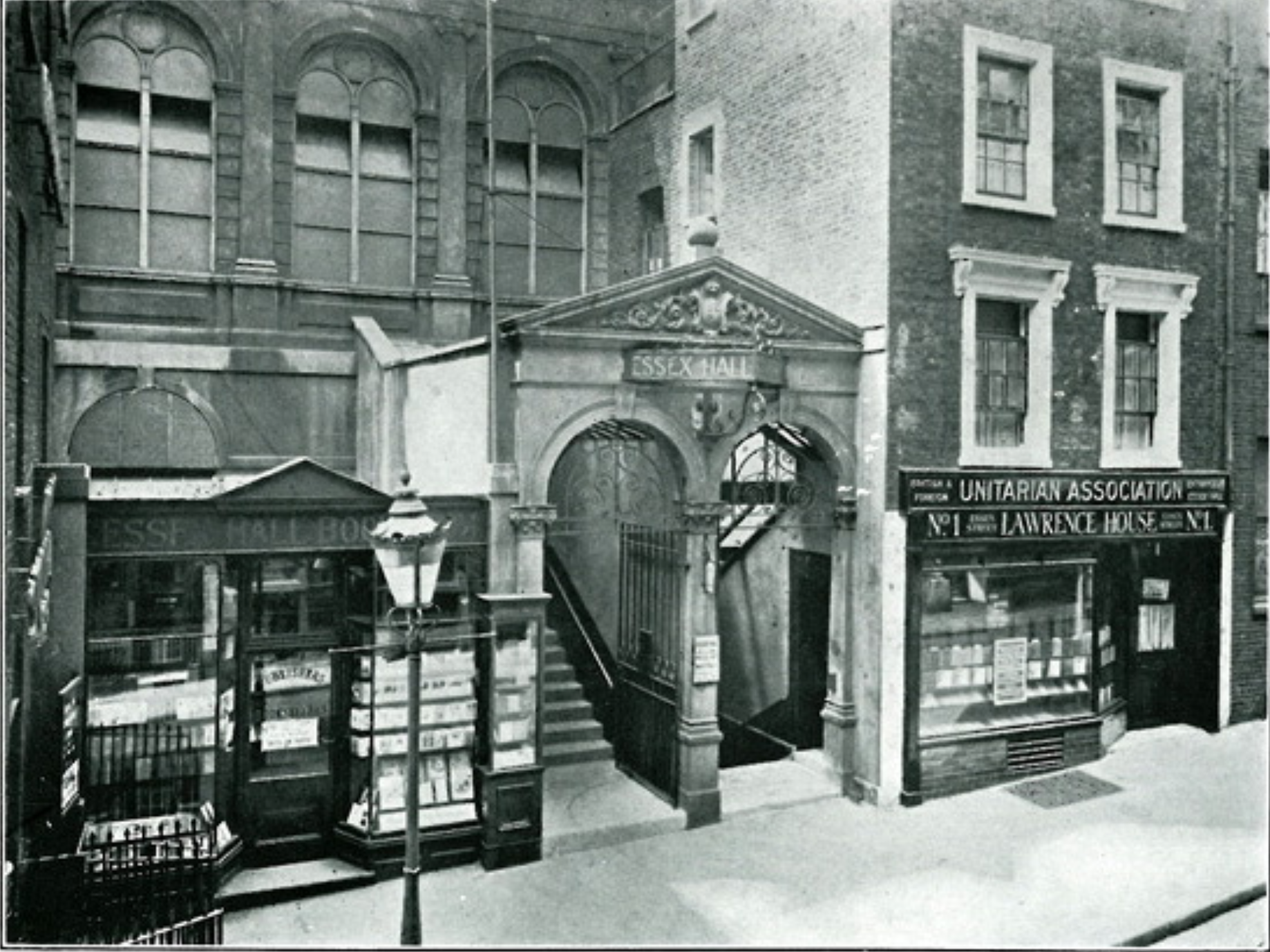
Каплиця та зал на Ессекс-стріт, перша знесена унітаріанська церковна будівля в Англії

Каплиця на Ессекс-стріт, також відома як Ессексська церква, — це унітаріанське місце поклоніння в Лондоні. Це була перша церква в Англії, заснована відповідно до цієї доктрини, і була заснована, коли дисиденти все ще стикалися з юридичною загрозою. Як місце народження британського унітаризму, Ессекс-стріт особливо асоціювалася з соціальними реформаторами та теологами. Конгрегація переїхала на захід у 19 столітті, що дозволило перетворити будівлю на штаб-квартиру Британської та іноземної унітаріанської асоціації та Асоціації недільної школи. Вони перетворилися на Генеральну асамблею унітаріанських та вільних християнських церков, організацію-парасольку британського унітаризму, яка досі знаходиться на тому ж місці, в офісній будівлі під назвою Ессекс-хол. У цій статті розглядаються будівлі (1778, 1887, 1958), історія та сучасний храм, розташований у Кенсінгтоні.

## Будівництво
Каплиця розташовувалася недалеко від Стренд, на місці, яке раніше займав Ессекс-Хаус, лондонська резиденція графа Ессекса, звідси й назва вулиці та зали. Вона знаходилася приблизно посередині між Сіті та Вестмінстером, у юридичному районі Лондона. З середини 18 століття деякі кімнати в колишньому дворянському палаці використовувалися як аукціонна зала відомого книготорговця на ім'я Семюел Патерсон. Його легко переобладнали в простий будинок для зборів, але за кілька років там зібралося достатньо громади та пожертв, щоб на фундаменті старої звести нову будівлю. Будівництво було завершено до 1778 року за фінансової підтримки Френсіса Дешвуда, 11-го барона ле Деспенсера, засновника клубу «Пекельне вогняне», та Томаса Бренда Голліса, політичного радикала. Ще одним прихильником та довіреною особою був Семюел Хейвуд, головний суддя. Вважається, що на території їхньої будівлі знаходиться каплиця часів Тюдорів Ессекс-Хауса. Лише у 1860 році каплиця отримала орган.

## Історія

### Започаткування Ліндсі
Першим священиком був Теофіл Ліндсі, який нещодавно покинув англіканську церкву через свої зростаючі унітаріанські переконання. Він переїхав до Лондона спеціально для того, щоб знайти однодумців та заснувати конгрегацію — фактично, деномінацію. Його одразу підтримали видатні англійські пресвітеріанські священики, такі як Річард Прайс, який мав власну церкву в Ньюінгтон-Грін, та Джозеф Прістлі, який, серед іншого, відкрив кисень. Унітаріанські переконання були заборонені законом до прийняття Закону про доктрину Трійці 1813 року, але юридичні труднощі з владою були подолані за допомогою барристера Джона Лі, який пізніше став генеральним прокурором. Інавгураційна служба, що відбулася 17 квітня 1774 року, була розглянута аж у Лідсі: «Конгрегація була поважною та численною, і, здавалося, була особливо задоволена духом поміркованості, відвертості та християнської доброзичливості проповідника, чия проповідь була ідеально адаптована до нагоди».[1] Двісті людей зібралися, щоб послухати проповідь Ліндсі, включаючи Бенджаміна Франкліна, тодішнього агента колоніальної провінції Массачусетської затоки. Це був перший випадок в Англії, коли церква сформувалася навколо чітко унітаріанських вірувань.[2]

### Переїзд до Кенсінгтона
До 1880-х років демографічні зміни, головним чином переміщення населення з самого центру Лондона, означали значне скорочення кількості членів громади. Ще в 1867 році преподобний Роберт Спірс очолив створення унітаріанської громади за кілька миль на захід; ця група зростала та кілька разів переїжджала, але не мала житла. Сер Джеймс Кларк Лоуренс, лорд-мер Лондона та член парламенту від Ліберальної партії, придбав і пожертвував землю на Кенсінгтонських гравійних кар'єрах (нині Палас Гарденс Террас), і там було збудовано тимчасову церкву з гофрованого заліза. Тим часом головним унітаріанським організаціям, Британській та іноземній унітарійській асоціації та Асоціації недільної школи, потрібні були кращі офіси. Зрештою було вирішено, що будівлю на Ессекс-стріт буде перебудовано, а каплиця переїде, щоб приєднатися до Кенсінгтонської громади, взявши з собою достатньо грошей, щоб побудувати чудову нову церкву замість залізної.[1]
Вона належним чином відкрилася в 1887 році під назвою Ессекська церква, обслуговуючи район Кенсінгтона.[1] Поступово будівля руйнувалась: забруднення повітря атакувало камінь (наслідок десятиліть «горохових супів» до прийняття Закону про чисте повітря 1956 року), шпиль було демонтовано як небезпечний у 1960 році, дах було зруйновано синім льодом від літака в 1971 році, а до 1970-х років вся конструкція занепала. Її було знесено та замінено сучасною церквою з допоміжними приміщеннями. Перша служба відбулася в липні 1977 року.[2]

### Ессекс-хол

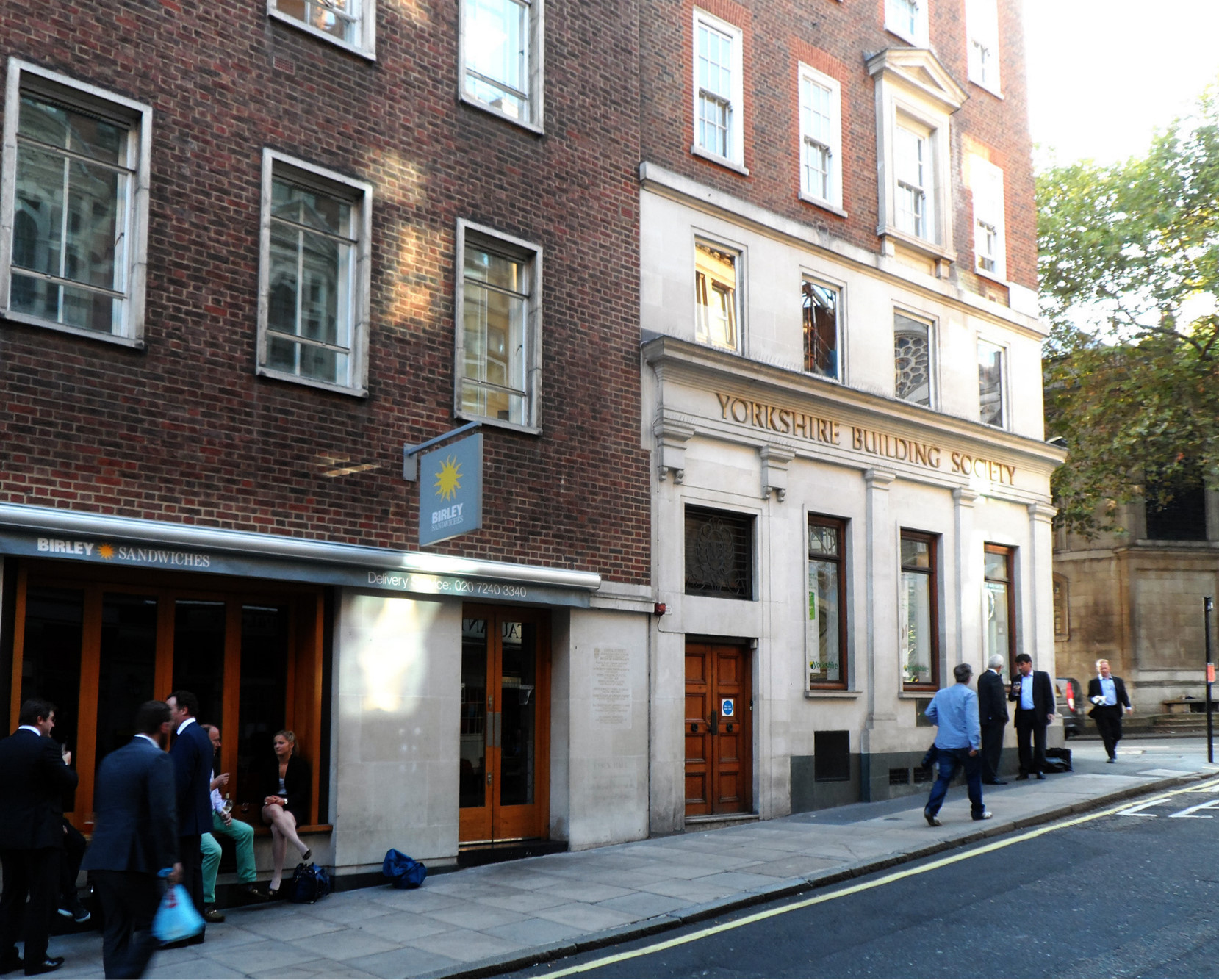
Ессекс-хол, Ессекс-стріт

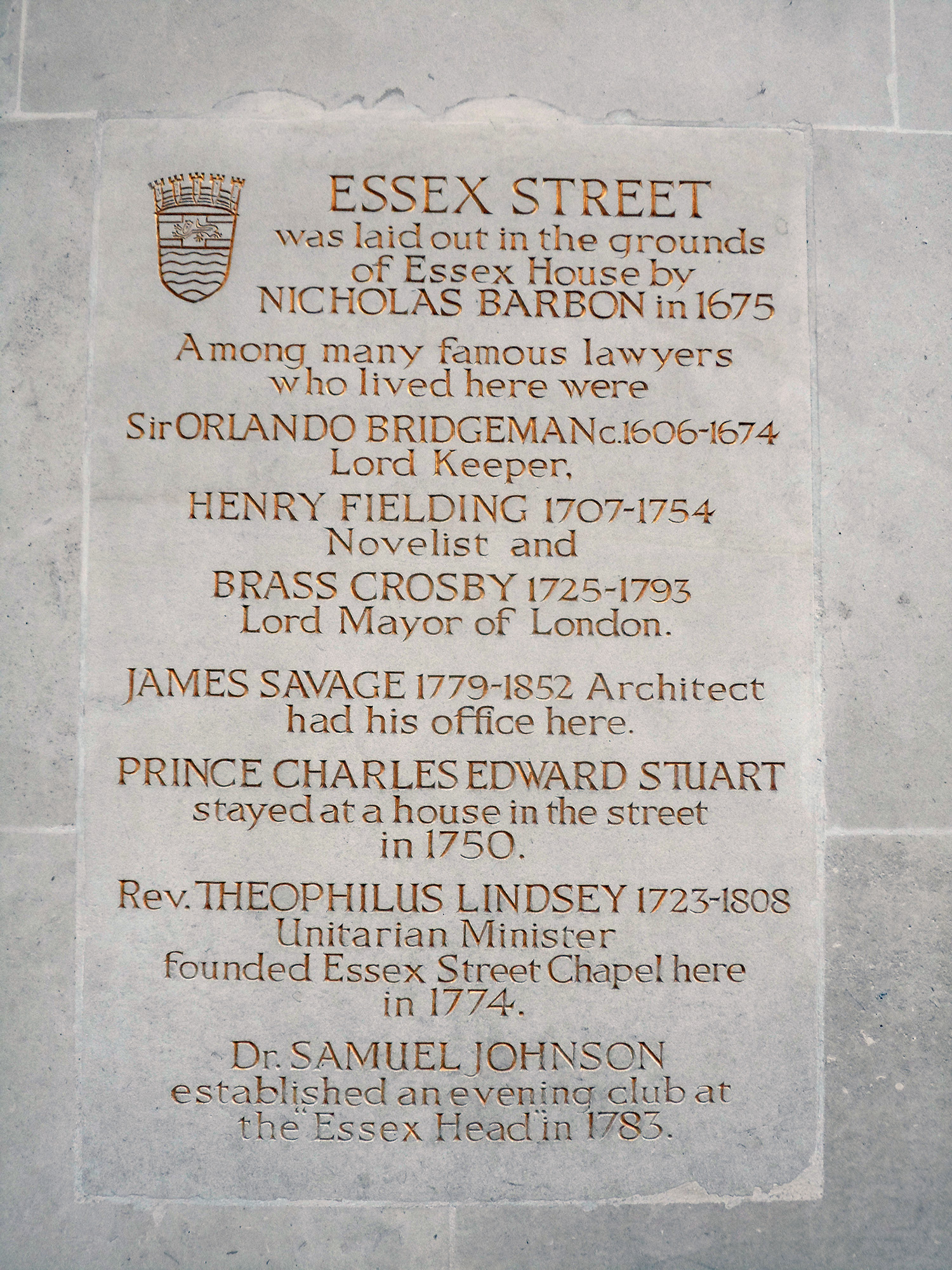
Меморіальна дошка Лондонської окружної ради на Ессекс-Холі

У середині 1880-х років Ессекс-хол був знесений та відтворений архітектурною фірмою Chatfeild-Clarke, спроектований для змішаного використання: офіси та конференц-зали, а також книгарня та читальні зали, і велика зала на 600 місць. Вона була готова на рік раніше, ніж церква Кенсінгтона, а її віддана служба в 1886 році відображала всі великі та добрі сторони британського унітаризму.[1]
Приміщення здавали в оренду для концертів та публічних зборів; наприклад, протягом багатьох років там збиралося Фабіанське товариство, а христадельфіани проводили свої загальні збори в Ессекс-Холі. Публічні збори могли бути запеклими: коли американський заборонений злочинець Вільям «Кучок» Джонсон виступав в Ессекс-Холі в 1919 році, його викрали студенти-медики та, вийшовши з приміщення, засліпили снарядом. Сусідній будинок, номер 1 на Ессекс-стріт, був подарований опікунам проекту будівництва Ессекс-Холу, але архітектори вирішили його не використовувати; під час Першої світової війни його перетворили на «скромний гуртожиток для солдатів і моряків, без розрізнення секти чи віросповідання, які проїжджають через Лондон або короткочасно зупиняються в ньому». У 1925 році до Ессекс-Холу було внесено деякі зміни, щоб дати змогу видавництву Lyndsey Press успішно розпочати свою діяльність. З 1928 року основним органом британського унітаризму була Генеральна асамблея унітаріанських та вільних християнських церков або ГА, яка об'єднала попередні організації, але продовжувала діяти в Ессекс-Холі.[1]
Значна частина Ессекс-стріт була зруйнована внаслідок дій ворога під час Бліцу в 1944 році. Після того, як руїни, що розбомбилися, були прибрані після війни, це місце слугувало автостоянкою. Зрештою, було отримано дозвіл на будівництво та фінансування, що дозволило будівництво спеціально побудованих офісів. «Те, що спочатку здавалося повною катастрофою, згодом було визнано конфесійним викликом і було розглянуто з енергією та рішучістю», — писав архітектор Кеннет С. Тейлер, член Американського різанитарного товариства (ARIBA).[1] Окрім функцій штаб-квартири унітаріїв, близько половини площі будівлі з самого початку було виділено для здачі в оренду іншим організаціям, таким чином оплачуючи рахунки. З ночі рейду Дудлбага до завершення будівництва в 1958 році — чотирнадцять років — робота, яка зазвичай проводилася в Ессекс-Холі, була перенесена до деяких вільних кімнат у бібліотеці доктора Вільямса на Гордон-сквер.[2]

## Сучасна церква
Церква Ессекса, відома на місцевому рівні як Кенсінгтонські унітарії, розташована в Ноттінг-Гілл-Гейт у Кенсінгтоні, Західний Лондон, і проводить повну програму недільного богослужіння та служіння в малих групах. Наразі нею керує преподобна докторка Джейн Блеколл, яка отримала кваліфікацію священика в Унітаріанському коледжі після першої кар'єри в галузі медичної візуалізації та радіологічних наук.

## Перелік настоятелів
- 1774, Теофілус Ліндсі
- 1793, Джон Дісней
- 1805, Томас Белшем[9]
- 1829, Томас Мадж[10]
- 1859—1883, Джеймс Пантон Хем

## Особи, що мають відношення
- Огастес Фіцрой, 3-й герцог Графтон, політик, був одним із перших членів громади.[11]
- Джордж Бруксбенк (помер 1792 року), нащадок Стемпа Бруксбенка, голова Банку Англії, пожертвував кошти[12]
- Семюел Шор (1738—1828), опікун каплиці. Також віце-президент Товариства конституційної інформації.[13]
- Вільям Старч, богословський письменник, був одним із перших членів громади.[14]
- Молодий Вільям Вілберфорс.[15]
- Вільям Френд, який зв'язався там з Теофілом Ліндсі та Джозефом Прістлі.[16]
- Джордж Гарріс[17] (1794—1859), священик, полеміст і редактор.
- Вільям Сміт, член парламенту, аболіціоніст та дід Флоренс Найтінгейл та Барбари Бодішон. Значною мірою завдяки його зусиллям було прийнято Закон про доктрину Трійці 1813 року, який узаконив практику унітаризму.
- Генрі Кребб Робінсон, чиї плідні щоденники були заповідані Бібліотеці доктора Вільямса, богословській колекції для дисидентів.
- Мері Гейс,[18] авторка та подруга Мері Волстонкрафт
- Семюел Картер, залізничний адвокат та член парламенту[19]
- Фредерік Неттлфолд обіймав посаду президента Британської та іноземної унітаріанської асоціації та Асоціації недільної школи. Він був пов'язаний шлюбом з головним архітектором Ессекс-холу 1886 року та зробив значні пожертви.
- Натаніель Бішоп Гарман, магістр мистецтв, бакалавр мистецтв, член Королівського коледжу офтальмологів, автор книги «Наука та релігія», батько письменниці Елізабет Пакенхем, графині Лонгфорд, та Джона Б. Гармана. Найбільший внесок на будівництво Зали 1958 року надійшов від його вдови, докторки Кетрін (уродженої Чемберлен). Серед їхніх нащадків — політикиня Гаррієт Гарман, а також письменниці леді Антонія Фрейзер, леді Рейчел Біллінгтон та Томас Пакенхем.
- Руперт Поттер, син промисловця та соціального реформатора Едмунда Поттера, батько письменниці та захисниці природи Беатрікс Поттер.